# Barra do Quaraí
Barra do Quaraí là một đô thị thuộc bang Rio Grande do Sul, Brasil. Đô thị này có diện tích 1056,146 km², dân số năm 2007 là 3771 người, mật độ 3,57 người/km².